# О, Господи, къде си?
„О, Господи, къде си?“ е български игрален филм (драма) от 1991 година, по сценарий и режисура на Красимир Спасов. Оператор е Пламен Сомов. Създаден е по мотиви от новелата „Записки в нощта“ на Любен Петков. Музиката във филма е композирана от Кирил Дончев.

## Сюжет
Възпитаван от баща си – директор на затвор по времето на култа към личността, порасналият син – Стефан Стефанов, става служител на Шесто управление. Разбрал, че е бил винтче в жестока машина, създава паралелна на Държавна сигурност група – „оперативна група за особени действия, чиято главна цел е възстановяване на справедливостта“. След няколко наказателни акции, те осъзнават, че от съдници отново са се превърнали в жертви.

## Актьорски състав
- Стефан Мавродиев – Стефан Стефанов
- Васил Михайлов – химикът Васил Мишев
- Наум Шопов – Марин Стефанов – Маринката, бащата на Стефан
- Васил Банов – генерал Русев
- Георги Новаков – Джоко Стоев – Шведа
- Ивайло Христов – Иво Капонето
- Марин Янев – Инкасаторът Мариян
- Димитър Еленов – Миньорът
- Станка Калчева – Верчето

Участват още:
- Георги Русев – директорът Райков
- Анета Сотирова – Сиракова
- Атанас Атанасов – Пепо
- Стефан Илиев – Любо Митев
- Кирил Господинов – аптекарят
- Румена Трифонова – Савчето
- Вълчо Камарашев – Пейчинов
- Меглена Караламбова – лекарката
- Илия Палагачев
- Хенриета Василева – Румето
- Кръстьо Лафазанов – директора на затвора Пейчинов като млад
- Никола Чиприянов – шофьор и бодигард на генерала
- Леонтина Ардити
- Светозар Неделчев – пациент
- Грета Ганчева – пациентката Шушка
- Стефан Германов – Тачо
- Димитрина Савова – пациентка
- Сава Георгиев
- Грациела Бъчварова – пациентка
- Владимир Давчев – пациент
- Георги Стефанов
- Марин Караджов
- Анемари Димитрова
- Антон Димитров

и др.
- Васил Василев – полковник Мерджанов
- Сашо Симов – (не е посочен в надписите на филма)
- Никола Тодев – човек от гарата (не е посочен в надписите на филма)